# سیارک ۷۲۸۷۶
سیارک ۷۲۸۷۶ (به انگلیسی: 72876 Vauriot، نامگذاری:2001KH2) هفتاد و دو هزار و هشتصد و هفتاد و ششمین سیارک کشف شده‌است که در ۲۰ مه ۲۰۰۱ کشف شد.